# Ishizaki Kisen
Ishizaki Kisen (石崎汽船?), es una empresa japonesa de transporte marítimo, tanto de pasajeros como de carga. Su sede central se encuentra en el distrito Mitsu (三津?) de la Ciudad de Matsuyama de la Prefectura de Ehime.

## Característica
Es una empresa que opera desde hace más de 130 años. Era parte del Grupo Kintetsu (近鉄グループ Kintetsu gurūpu?), pero en la actualidad es parte del Grupo Ferrocarril Iyo.

## Datos
- Razón social: Ishizaki Kisen S.A. (石崎汽船株式会社 Ishizaki Kisen Kabushikigaisha?)
- Razón social (inglés): Ishizaki Kisen Co., Ltd.
- Sede central: 〒791-8061 Mitsu 1-4-9, Ciudad de Matsuyama, Prefectura de Ehime
- Teléfono: 089-951-0128

## Rutas
- Puerto de Matsuyama ～ Puerto de Kure (呉港 Kure-kō?) ～ Puerto de Hiroshima (広島港 Hiroshima-kō?): 430.000 pasajeros/año (Super Jet), 250.000 pasajeros/año (Ferry).
- Puerto de Matsuyama ～ Puerto de Kitakyushu (北九州港 Kitakyūshū-kō?): 70.000 pasajeros/año (Super Jet)

### Rutas suprimidas
- Puerto de Matsuyama ～ Puerto de Onomichi (尾道港 Onomichi-kō?): 50.000 pasajeros/año (suprimido en 1995)
- Puerto de Matsuyama ～ Puerto de Mihara (三原港 Mihara-kō?): 130.000 pasajeros/año (suprimido en 1985)